# Đội tuyển bóng chuyền nam quốc gia México
Đội tuyển bóng chuyền nam quốc gia México là đội bóng đại diện cho México tại các cuộc thi tranh giải và trận đấu giao hữu bóng chuyền nam ở phạm vi quốc tế.

## Kết quả

### Thế vận hội Mùa hè
- 1968 – Vị trí thứ 10
- 2016 – Vị trí thứ 11

### Giải bóng chuyền nam vô địch thế giới
- 1974 – Vị trí thứ 10
- 1978 – Vị trí thứ 12
- 1982 – Vị trí thú 18
- 2010 – Vị trí thứ 13
- 2014 – Vị trí thứ 17

### NORCECA Championship
- 1969 – Vị trí thú 2
- 1971 – Vị trí thứ 3
- 1975 – Vị trí thú 2
- 1977 – Vị trí thú 2
- 1979 – Vị trí thú 3
- 2001 – Vị trí thứ 6
- 2003 – Vị trí thứ 4
- 2005 – Vị trí thứ 6
- 2007 – Vị trí thứ 7
- 2011 – Vị trí thú 5
- 2013 – Vị trí thú 5
- 2015 – Vị trí thứ 4

### Đại hội Thể thao Liên châu Mỹ
- 1955 – Vị trí thứ 3
- 1959 – Vị trí thứ 3
- 1963 – did not compete
- 1967 – Vị trí thứ 4
- 1971 – 5th place
- 1975 – 3rd place
- 1979 – 4th place
- 1983 – did not compete
- 1987 – did not compete
- 1991 – did not compete
- 1995 – did not compete
- 1999 – did not compete
- 2003 – did not compete
- 2007 – 8th place
- 2011 – 4th place
- 2015 – 7th place

### Pan-American Cup
- 2006 – 4th place
- 2007 – 1st place
- 2008 – 4th place
- 2009 – 5th place
- 2010 – 7th place
- 2011 – 5th place
- 2012 – 5th place
- 2013 – 2nd place
- 2014 – 6th place
- 2015 – 5th place
- 2016 – 4th place

### Giải bóng chuyền FIVB World League
- 2014 – Vị trí 25
- 2015 – Vị trí 30
- 2016 – Vị trí 34
- 2017 – Vị trí 28

## Đội hình
Dưới đây là danh sách các thành viên đội tuyển nam quốc gia Nga tham dự giải World League 2017.
Huấn luyện viên chính: Jorge Azair
| Stt. | Tên                   | Ngày sinh            | Chiều cao          | Cân nặng        | Nhảy đập        | Nhảy chắn       | Câu lạc bộ năm 2016–17    |
| ---- | --------------------- | -------------------- | ------------------ | --------------- | --------------- | --------------- | ------------------------- |
| 1    | Daniel Vargas         | 1 tháng 9 năm 1986   | 1,97 m (6 ft 6 in) | 94 kg (207 lb)  | 340 cm (130 in) | 330 cm (130 in) | Raision Loimu             |
| 2    | Iván Márquez          | 2 tháng 1 năm 1991   | 1,95 m (6 ft 5 in) | 79 kg (174 lb)  | 312 cm (123 in) | 392 cm (154 in) | Tigres UANL               |
| 4    | Gonzalo Ruiz          | 28 tháng 4 năm 1988  | 1,86 m (6 ft 1 in) | 87 kg (192 lb)  | 345 cm (136 in) | 325 cm (128 in) | IMSS ATN                  |
| 5    | Jesús Rangel (L)      | 20 tháng 9 năm 1980  | 1,90 m (6 ft 3 in) | 82 kg (181 lb)  | 337 cm (133 in) | 330 cm (130 in) | Tigres UANL               |
| 6    | Jesús Alberto Perales | 22 tháng 12 năm 1993 | 1,97 m (6 ft 6 in) | 88 kg (194 lb)  | 328 cm (129 in) | 304 cm (120 in) | Tigres UANL               |
| 7    | Jorge Quiñones        | 13 tháng 11 năm 1981 | 1,86 m (6 ft 1 in) | 80 kg (180 lb)  | 330 cm (130 in) | 325 cm (128 in) | Virtus Guanajuato         |
| 9    | Carlos Guerra         | 3 tháng 8 năm 1981   | 1,96 m (6 ft 5 in) | 95 kg (209 lb)  | 348 cm (137 in) | 335 cm (132 in) | Chênois Genève            |
| 10   | Pedro Rangel (C)      | 16 tháng 9 năm 1988  | 1,92 m (6 ft 4 in) | 85 kg (187 lb)  | 340 cm (130 in) | 324 cm (128 in) | Tigres UANL               |
| 11   | Jorge Barajas         | 7 tháng 5 năm 1991   | 1,88 m (6 ft 2 in) | 80 kg (180 lb)  | 320 cm (130 in) | 317 cm (125 in) | Cocoteros de Colima       |
| 12   | José Martínez         | 23 tháng 1 năm 1993  | 2,00 m (6 ft 7 in) | 100 kg (220 lb) | 345 cm (136 in) | 334 cm (131 in) | Virtus Guanajuato         |
| 13   | Samuel Córdova        | 13 tháng 3 năm 1989  | 2,00 m (6 ft 7 in) | 89 kg (196 lb)  | 353 cm (139 in) | 335 cm (132 in) | CETYS Baja California     |
| 14   | Tomás Aguilera        | 15 tháng 11 năm 1988 | 2,02 m (6 ft 8 in) | 95 kg (209 lb)  | 350 cm (140 in) | 340 cm (130 in) | Dorados Chihuahua         |
| 16   | Miguel Chávez         | 31 tháng 3 năm 1997  | 2,02 m (6 ft 8 in) | 73 kg (161 lb)  | 335 cm (132 in) | 293 cm (115 in) | Universidad de Sonora     |
| 17   | Néstor Orellana       | 7 tháng 1 năm 1992   | 1,92 m (6 ft 4 in) | 84 kg (185 lb)  | 332 cm (131 in) | 327 cm (129 in) | Tigres UANL               |
| 19   | José Mendoza Perdomo  | 31 tháng 5 năm 1993  | 1,70 m (5 ft 7 in) | 71 kg (157 lb)  | 290 cm (110 in) | 265 cm (104 in) | University of Guadalajara |
| 20   | Julián Duarte         | 19 tháng 6 năm 1994  | 2,00 m (6 ft 7 in) | 98 kg (216 lb)  | 321 cm (126 in) | 302 cm (119 in) | Tigres UANL               |
| 23   | Alejandro Moreno      | 6 tháng 9 năm 1994   | 1,91 m (6 ft 3 in) | 80 kg (180 lb)  | 338 cm (133 in) | 320 cm (130 in) | Tigres UANL               |
| 24   | Ridl Garay            | 9 tháng 6 năm 1997   | 1,94 m (6 ft 4 in) | 74 kg (163 lb)  | 326 cm (128 in) | 299 cm (118 in) | University of Guadalajara |